# Festus Agu
Festus Agu (13 de març de 1975, Estat d'Enugu, Nigèria) és un futbolista nigerià retirat.

## Trajectòria
- 1988-1989 :  NITEL Vasco Da Gama FC, Enugu
- 1989-1990 :  African Continental Bank FC, Lagos
- 1990-1991 :  Bendel United FC, Benin City
- 1991-1992 :  Enugu Rangers FC, Enugu (ciutat)
- 1992-1993 :  Bendel Insurance FC, Benin City
- 1993-1994 :  Enugu Rangers FC, Enugu
- 1994-1995 :  Club Bolívar, La Paz
- 1995-1996 :  SD Compostela
- 1996-1997 :  CD Ourense
- 1997-1998 :  FSV Optik Rathenow
- 1998-1999 :  SC Fortuna Köln
- 1999-1999 :  FC Gütersloh
- 2000-2001 :  1. FC Schweinfurt 05
- 2001-2002 :  VfR Aalen
- 2002-2003 :  SV Wacker Burghausen
- 2003-2005 :  FC St. Pauli
- 2005 :  Enugu Rangers FC, Enugu